# پل آنی
پل آنی (ارمنی: Անիի կամուրջ) یا پل آخوریان  پلی است که در سده‌های ۱۰ تا ۱۱ میلادی بر روی رود آخوریان ساخته شده‌است.

## نگارخانه

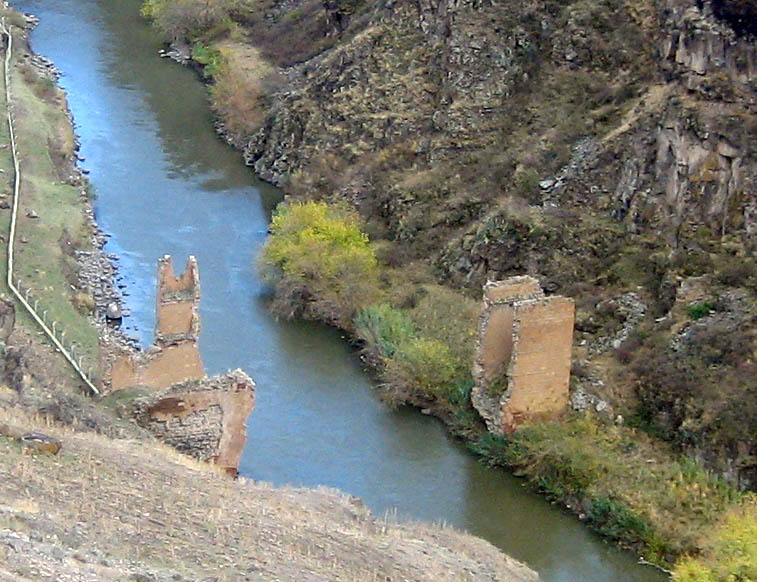
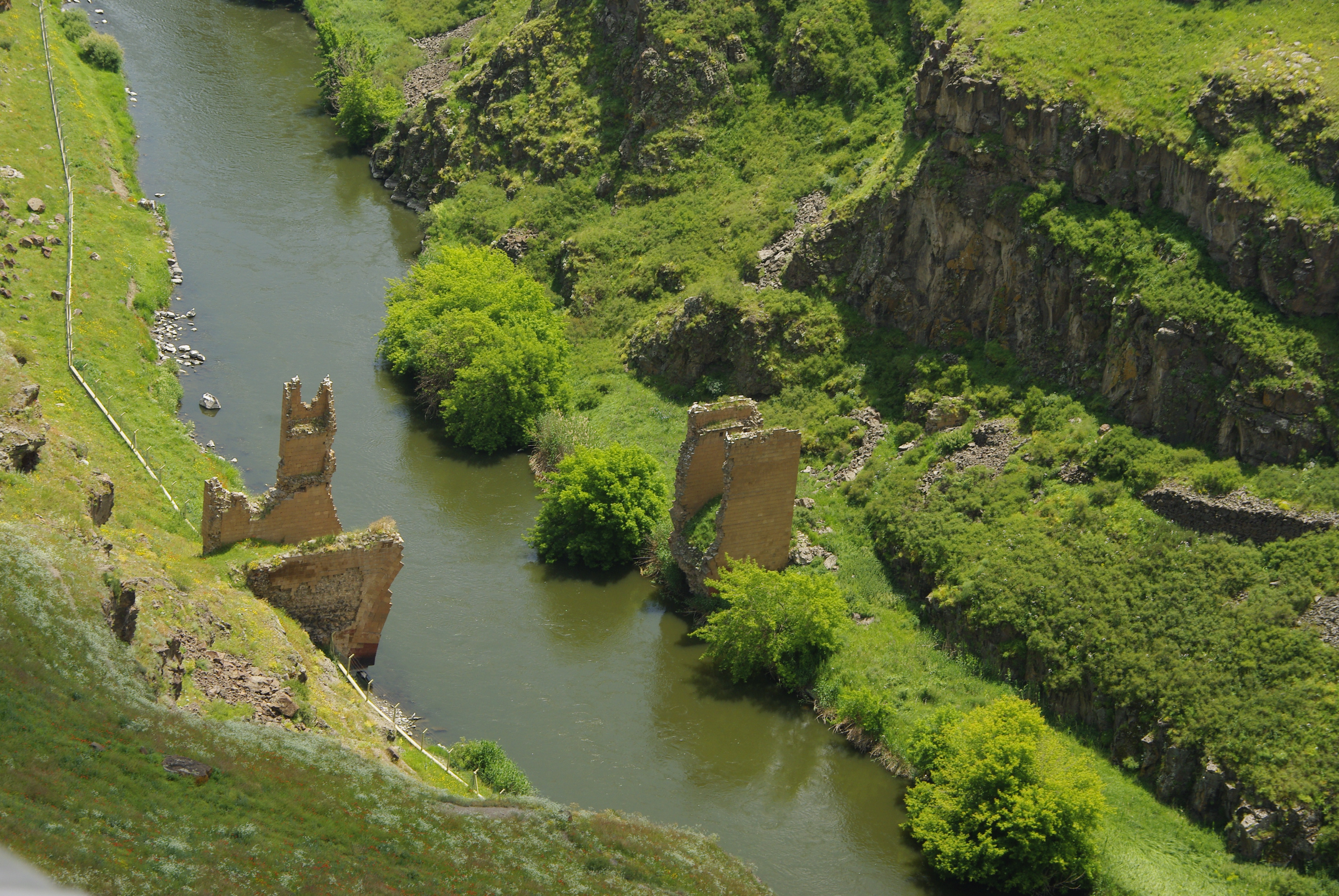